# Gloria de la Fuente
Gloria de la Fuente, née à Santiago le 25 mai 1977, est une politologue, femme politique chilienne. Depuis le 10 mars 2023, elle est sous-secrétaire aux Affaires étrangères du Chili au sein du gouvernement du président Gabriel Boric.

## Origines et études
Gloria de la Fuente est née dans une famille de classe moyenne à Santiago et a grandi dans la commune de La Florida. Elle mène ses études secondaires au Liceo N°1 Javiera Carrera. Il poursuit ses études en sciences politiques à l'Université catholique du Chili et un doctorat en sciences sociales à l'Université du Chili.

## Parcours professionnel
Gloria de la Fuente s'est spécialisée dans le domaine de la transparence et devient consultante et présidente du Conseil pour la transparence. Elle est également consultante internationale auprès d'Eurosocial et le Réseau pour la transparence et l'accès à l'information publique.
Mais également, elle est directrice de projet à Chile Transparente, la section chilienne de Transparency International, membre du conseil d'administration de la fondation Proacceso et de la Fondation Chili 2021, dont elle est devenue présidente. Elle a également travaillé au ministère du Secrétariait général de la Présidence et membre du Conseil consultatif pour la réforme de l'État.
Elle est également professeure à l'Université du Chili, à l'Université Alberto Hurtado, à l'Université de Santiago du Chili, à l'Université catholique de Temuco et à l'Académie de l'humanisme chrétien.

## Parcours politique
Membre du Parti socialiste du Chili, elle est nommée Sous-secrétaire aux Affaires étrangères par Gabriel Boric le 10 mars 2023.
En tant que sous-secrétaire, elle est chargée avec la sous-secrétaire aux Relations économiques internationales Claudia Sanhueza, du lancement de la politique étrangère féministe du Chili.